# Ichtys
ichtys（イクシス）は、日本の女性漫画家。滋賀県出身。
ペンネームはギリシャ語の「魚」。本人曰く、「魚っぽい名前にしたかったから」。自画像は太陽の塔の顔部分を中央から白と黒で塗り分けたものに手足を生やしたようなものとなっており、魚型などいくらかバリエーションが存在する。

## 作品リスト

### 連載
- シューピアリア（『ガンガンパワード』2004年 - 2009年、全9巻）
  - シューピアリア・クロス（『月刊Gファンタジー』2009年5月号 - 2011年8月号、全6巻）
- 最弱冒険者が【完全ドロップ】で現代最強 自分だけのレアスキルとカスタムアビリティを駆使して他の誰より強くなる！（原作：萩鵜アキ、『ガンガンONLINEアプリ版』2022年1月24日[2] - 連載中）

### 読み切り
- 桜雪 ichtys作品集 収録
  - NO ONE CAN DO IT（『ガンガンパワード』2003年秋季号） - デビュー作[1]
  - 神子－シェンズ－（『月刊ガンガンWING』2004年2月号）
  - 桜雪（『ガンガンパワード』2004年春季号）
  - 混乱の塔（2002年8月期G.I奨励賞作品）
- ギョニソカリバー（ストーリー・構成：新木場ユキ、『月刊Gファンタジー』2012年10月号）
- 悪食あやし（『月刊ガンガンJOKER』2014年10月号）